# Verbände und Organisationen im E-Sport
Verbände und Organisationen im E-Sport wurden mit der steigenden Popularität und Professionalisierung des E-Sports gegründet und sind Teil des E-Sport Ökosystems. Es gibt sowohl nationale, als auch internationale Verbände und Organisationen. Hauptziel ist die Förderung des E-Sports.

## Nationale Verbände

### Deutschland

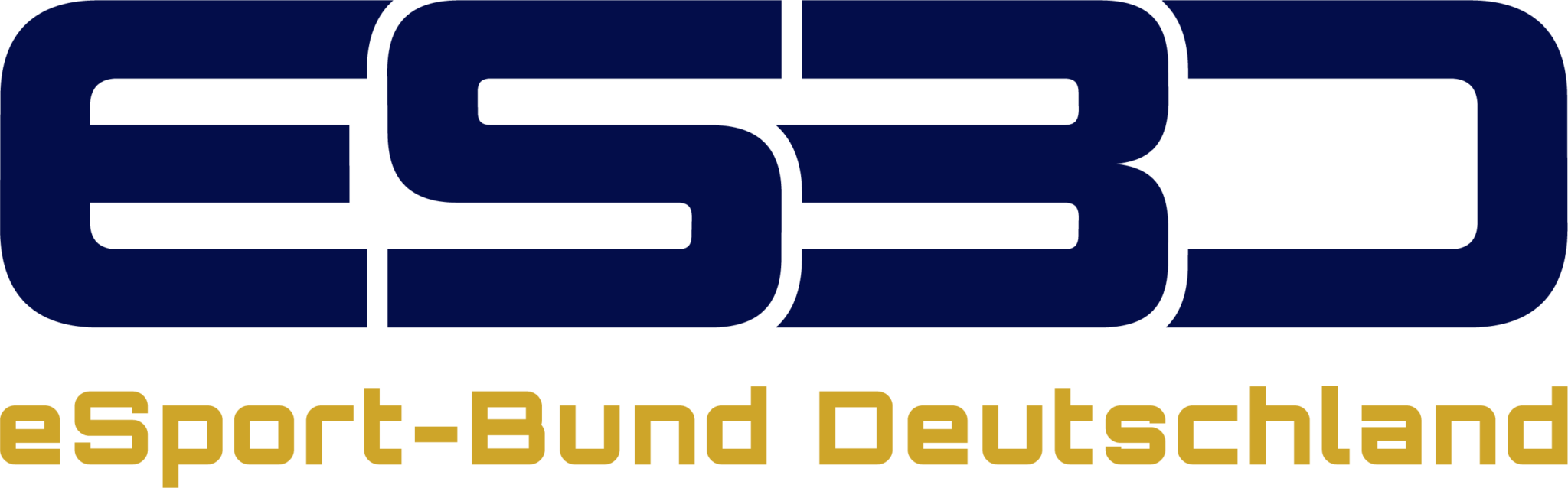
Logo des ESBD

Ende 2003 wurde der Deutsche eSport Verband (DeSpV) gegründet, der das Ansehen des E-Sports verbessern und die Ligen miteinander verknüpfen wollte. Bereits wenige Zeit später schlossen sich die wichtigsten Vertreter der E-Sport-Szene in einem Ligarat zusammen, um Regelwerke, Transferregelungen, Terminkoordination und Ahndung von Regelverstößen aufeinander abzustimmen. Ebenfalls wurde der Deutsche eSport Verband e. V. (DeSV) gegründet. Beide Verbände sind mit dem gleichen Anspruch gestartet, weshalb es zu Kompetenzstreitigkeiten kam. Schließlich entstand als eine Verbindung aus dem DeSV und DeSpV am 11. Dezember 2004 der Deutsche eSport-Bund (ESB). Nachdem sich der ESB Mitgründer und Vorstandsvorsitzende Frank Sliwka 2009 zurückgezogen hatte, wurde Ende 2010 der Deutsche eSport-Bund ein Neuanfang versucht. Allerdings ist der ESB seit 2011 inaktiv und nicht mehr im Besitz seiner Domain e-sb.de. Ein Ziel des ESB war die Anerkennung des E-Sport als Sportart durch die Aufnahme in den DOSB.
Der ESB stand prinzipiell allen Freizeitspielern offen, allerdings werden kommerzielle Ziele im Vergleich zu traditionellen Sportverbänden extrem stark betont. Im Eingangstext der Vorstellung des Verbandes auf seiner Webseite war von der Marktsituation und dem Marktpotenzial des E-Sports zu lesen. Der E-Sport sei vor allem für Investoren profitabel zu gestalten. Für viele Spieler drängte sich im Hinblick auf die Zusammensetzung des Vorstandes (vor allem Anteilseigner oder Mitarbeiter von kommerziellen Ligen oder Teams) der Verdacht auf, beim Deutschen eSport-Bund handle es sich in erster Linie um einen Industrieverband und nicht um einen Sportverband. Anfang 2007 besaß der ESB nach eigenen Angaben über 40.000 Mitglieder.
Seit Sommer 2016 gab es die Ambition verschiedener Gruppen einen Verband zu gründen, der die Themen seiner Vorgänger aufgreift. Dazu gehört der Bundesverband Interaktive Unterhaltungssoftware der im Juni 2016 in Zusammenarbeit mit Entwicklern, Publishern, Veranstaltern und Anbietern von E-Sport-Titeln die Vereinigung eSports.BIU gründete. Sie möchte die Akzeptanz des E-Sport fördern und so beispielsweise die häufig bei internationalen Wettkämpfen auftretenden Visa-Probleme überwinden. Nach dem Zusammenschluss von Bundesverband Interaktive Unterhaltungssoftware und GAME Bundesverband der deutschen Games-Branche zum Game – Verband der deutschen Games-Branche wurde eSports.BIU in game esports umbenannt. Vorher war der BIU zusammen mit 20 E-Sport-Vereinen, einigen Einzelpersonen und dem Turnierveranstalter Electronic Sports League Mitbegründer des eSport-Bund Deutschlands. Vielversprechend ist außerdem ein Netzwerk deutscher Hochschulgruppen und eSports Vereine.
Seit 2020 wird in Schleswig-Holstein an der Gründung des ersten deutschen Verbandes auf Landesebene gearbeitet. 2021 wurden Landesverbände in Schleswig-Holstein und Nordrhein-Westfalen gegründet.

### Österreich
Der eSport Verband Österreich (esvö) wurde Ende 2007 gegründet. Erklärtes Ziel des Verbandes ist die Koordination, Förderung, Verbreitung, Vertretung und Weiterentwicklung des E-Sportwesens sowie die Förderung der darin tätigen Personen. Der esvö ist strukturell in Vorstand, Boards und Organe gegliedert, deren Positionen von Vertretern aus Wissenschaft, Wirtschaft, Medien und Clans besetzt werden. Der esvö wird vom Bundesministerium für Gesundheit, Familie und Jugend gefördert. Er agiert bundesweit und hat eine Vertretung in jedem Bundesland. Die Verbandszentrale befindet sich in Wien der Area52.

### Südkorea
Die Korean e-Sports Association oder KeSPA ist ein südkoreanischer Dachverband um E-Sport in Südkorea zu etablieren und zu verwalten. Im Mai 2013 zählten 22 Titel zu den offiziellen E-Sport Spielen der KeSPA. Darunter unter anderem StarCraft, StarCraft II, League of Legends, FIFA und Counter-Strike. Weitere 21 Titel haben ihren Status als offizielles Wettkampfspiel seit Gründung verloren. Die KeSPA ist offizielle Mitgliedsorganisation des Korean Olympic Committees.

## International

### International eSport Federation
Am 11. August 2008 wurde während des eSports Symposium 2008 in Seoul die International eSports Federation (kurz: IeSF) gegründet. Gründungsmitglieder sind die nationalen E-Sport-Verbände von Belgien (Belgian Electronic Sports Federation), Dänemark (eSport Danmark), Deutschland (Deutscher eSport-Bund), Niederlande (Nederlandse Electronic Sport Bond), Österreich (eSport Verband Österreich), Schweiz (Swiss E-Sports Federation), Südkorea (Korea e-Sports Association), Taiwan (Taiwan eSports League) und Vietnam (e.Sports Vietnam). Am 29. Mai 2009 wurde der E-Sport-Verband des Vereinigten Königreichs (United Kingdom eSports Association) in die IeSF aufgenommen. Erklärtes Ziele der IeSF sind die Förderung von Wachstum und Qualität im E-Sports und eine erhöhte Akzeptanz. In Südafrika vertritt die Vereinigung Mind Sports South Africa die Interessen des E-Sports. 2013 trat die International eSport Federation der Welt Antidoping Agentur WADA bei und hat das Ziel ab 2014 der Sportaccord beizutreten.

### G7
Die G7 ist ein Zusammenschluss mehrerer Clans, deren öffentlich erklärtes Ziel die Förderung des E-Sports ist. Die Zahl 7 entspricht der Anzahl ihrer Gründungsmitglieder, die die G7 Teams am 20. April 2006 ins Leben gerufen haben. Derzeit besteht die Vereinigung aus sechs Clans und einer Einzelperson. Am 19. August 2008 veröffentlichten die 'G7 Teams erstmals eine eigene Weltrangliste für Counter-Strike, die G7 Rankings. Neben der Counter-Strike Rangliste werden mittlerweile auch G7 Rankings für die Disziplinen WarCraft III und Quake Live veröffentlicht. Seit dem 12. Juli 2010 wurde das Ranking der G7 nicht mehr aktualisiert. Daher ist davon auszugehen, dass die Organisation derzeit nicht aktiv ist.

### eSports Global Network
Das eSports Global Network (ESGN) hat am 6. Dezember 2013 seine Partnerschaft mit der Electronic Sports League, dem koreanischen Turnierveranstalter GOMexp und dem chinesischen Spielesender GameFY verkündet. Das gemeinsame Ziel ist unter anderem ein neues, spieleübergreifendes Standingsystem mit eigener Berichterstattung über den IPTV-Sender ESGNTV. Das Projekt eSports Global Network (ESGN) ist durch die Insolvenz des Mutterunternehmens Clauf GmbH eingestellt worden.